# 原臺南水道
23°06′05″N 120°21′34″E / 23.1014350°N 120.3594043°E
原臺南水道，位於臺灣臺南市山上區，為日治時期大正元年（1912年）開始興建的自來水供應設施，工期共歷時10年，並提供臺南市街、安平與永康地區之用水需求，後因烏山頭水庫、曾文水庫與潭頂淨水廠陸續完成而在1982年功成身退。目前是臺灣保存最完整的日治水道設施，包含舊辦公室、檢驗室及輸水、淨水設備等設施，列國定古蹟，2019年正式開放參觀。

## 沿革

### 日治時期

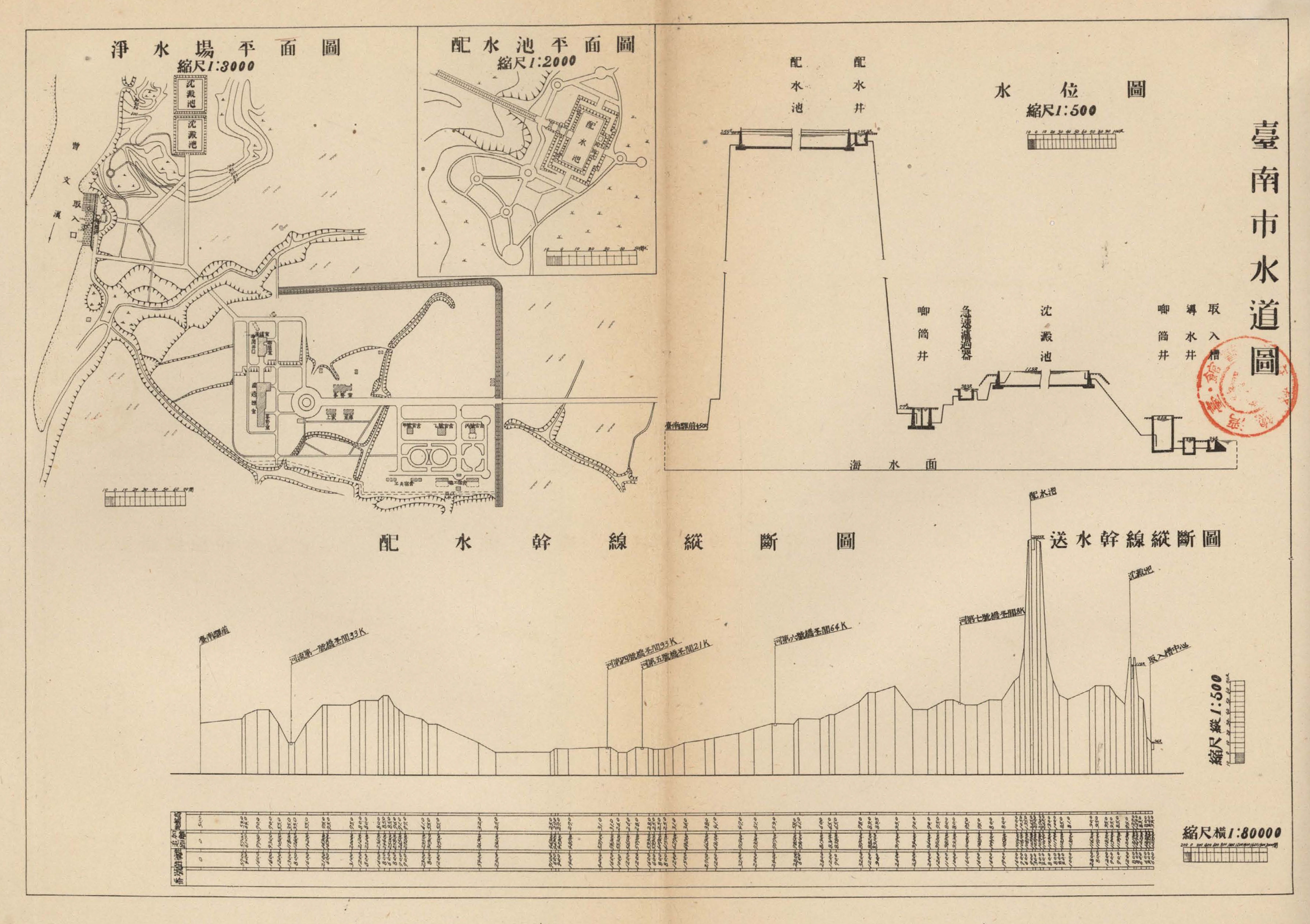
臺南水道系統圖

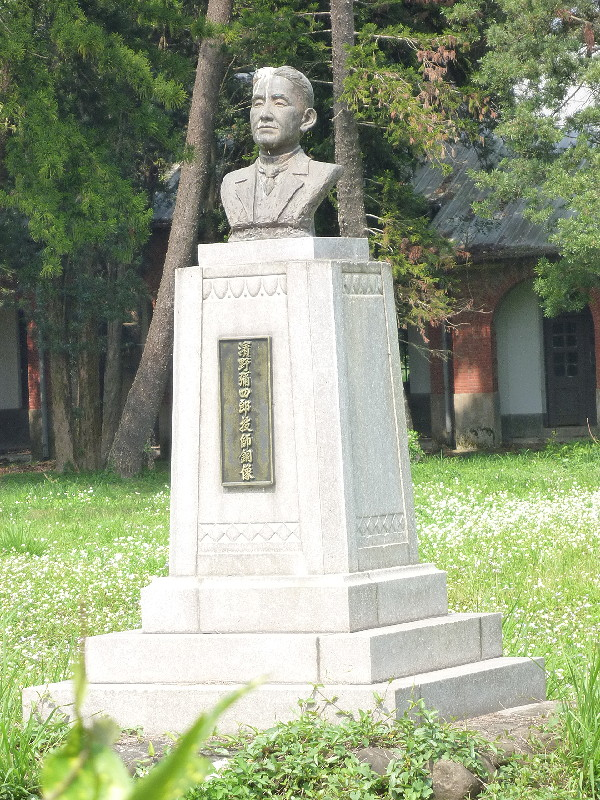
濱野彌四郎像，現雕像為奇美實業創辦人許文龍於2005年重塑捐贈。

臺灣水運系統的發展始為1896年（明治29年），時任臺灣總督桂太郎為改善衛生環境，則邀擔曾於日本各地參與水道工程設計的英國蘇格蘭技師威廉·巴爾頓任為衛生工程顧問技師，及其聘為衛生工程技師協助的學生濱野彌四郎等人開始於臺灣各地進行衛生工程調查與設計。
此後，臺灣總督府藉由大力投資水利建設，開始建設現代化水道設施以替代台灣過去汲取溪水、鑿井的傳統，原「臺南水道」即是日人基於當時台南市街之飲水需求及衛生工事以預防傳染病所設置，當臺北水道系統的工程完成後，於1912年（大正元年），經台灣總督府在第28回帝國會議提案經裁定核准後，進行可供應台南市區10萬人需求的現代化自來水基礎建設。臺南水道系統工期由濱野彌四郎主持興建案，八田與一在此期間為濱野的下屬，也參與此次水道及嘉義和高雄等地上下水道的工程，兩人為了進行水源調查，也在臺南，曾文溪附近踏查，決定將水源地設置於山上。
臺南水道原預計在四年內完工，後因受到第一次世界大战影響，因而延宕至1922年（大正11年）才完工使用，期間在1918年（大正7年）因新化街設置糖業試驗所，為分水供應新化街與試驗所而進行分水工程，臺南水道啟用後，1924年（大正13年）安平地區申請配水管道，後在隔年工程開工，同年竣工，1936年（昭和11年）配水至永康地區，1938年（昭和13年）配水至臺南飛行場。
為了紀念濱野彌四郎對此次工事的貢獻，後人在水源地大門旁設有紀念碑座及銅像，後在1943年或1944年，因太平洋戰爭戰事吃緊，日軍大肆徵收金屬材料而熔毀，後在2005年許文龍復原並重新製作濱野銅像，並致贈給臺南文化局。

### 戰後至今
戰後初期，因水源地劃歸臺南縣政府管轄，1949年（民國38年）「臺南水道」更名為「臺南市自來水管理處」，水源地區域則更名為「山上淨水廠」，戰前在水源地設立的高爾夫球場被拆除，並用作山上苗圃使用，隨著大臺南地區用水需求增加，原水道供水處理量漸不敷使用，於1952年因烏山頭、曾文水庫取水及配水增加，增設加壓泵房及水管系統，在1963年（民國52年）逐步擴建整體設施規模，1965年（民國54年）因籌畫潭頂淨水場計劃，在1973年（民國62年）潭頂淨水場完工之後，山上淨水廠部分功能即移轉潭頂水廠，部分空間停止使用，由台灣自來水公司第六區管理處管理。
1989年（民國78年），由於曾文溪處設玉峰攔河堰取水計畫，因此1994年（民國83年）至1995年（民國84年）再度進行濾過器室，唧筒室整修等工程。此時期水源地劃歸自來水公司第六區管理處管理。
2001年，原臺南水道入選行政院文化建設委員會在舉辦的「歷史建築百景徵選活動」。2002年（民國91年）原臺南縣政府公告原臺南水道指定為縣定古蹟，並自2005年（民國94年）由內政部文化建設委員會公告指定升格為國定古蹟，隨後斥資約五千萬元展開第一階段修復計畫，包括辦理快濾筒室暨舊辦公室與舊檢驗室等四棟古蹟本體的修復細部設計，以及淨水池主體的修復工程。
2010年，原臺南水道獲入選日本社團法人土木學會土木學會選獎土木遺產，成為繼烏山頭水庫之後，臺灣第二處獲得該項認證的文化資產。
2014年，台灣自來水公司無償捐贈建物設施，並由文化局提列完整修復計畫後，獲得文化部同意補助進行整修，第二階段修復計畫於2016年動工，其中因歷經2016年高雄美濃地震影響而造成建物多處損壞，增加重建工作難度，最終建築群經過也善加利用舊有材料補強後，於2019年完工，並在同年10月10日以臺南山上花園水道博物館之名開放參觀，是繼臺北自來水博物館後臺灣第二處以「自來水」為主題的博物館，2020年，原臺南水道因修復成果優良而獲得第五屆「國家文化資產保存獎」肯定。

## 園區配置
原臺南水道系統面積達567,801.25平方公尺，共分為「水源地區」與「淨水池區」兩區域，水源地區為376,124.25平方公尺，淨水池區面積200,677平方公尺，地勢屬於新化丘陵，採用動力泵與自然重力所構成的抽水、沈澱、過濾和給水的自來水系統，而水源取自曾文溪上游，在經過沉澱、過濾與淨水後，由管線輸送至臺南市區，兩地地勢相差約60公尺。臺南水道的主幹線設有新化水道支線，以供應新化市區的計畫6,500人，此外二戰結束後曾設置三座碉堡，作為防禦功能使用。
當前，臺南山上花園水道博物館將水道系統分劃成兩大區域：博物館區（含花園，博物館及密林區）與淨水池區。

### 博物館區

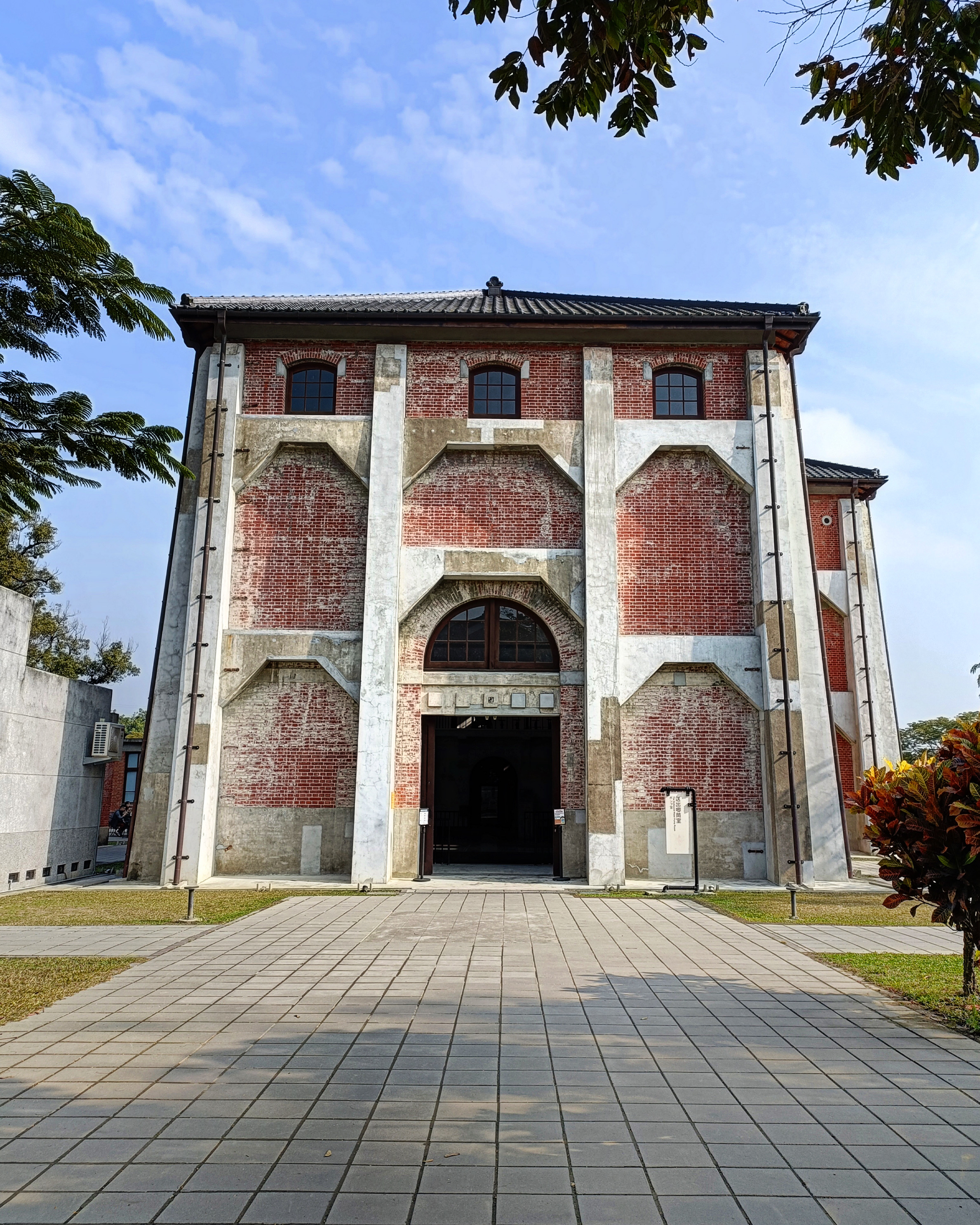
臺南水道送出唧筒室為南台灣第一座火力發電設備，可見柱樑框架為主要立面特徵。
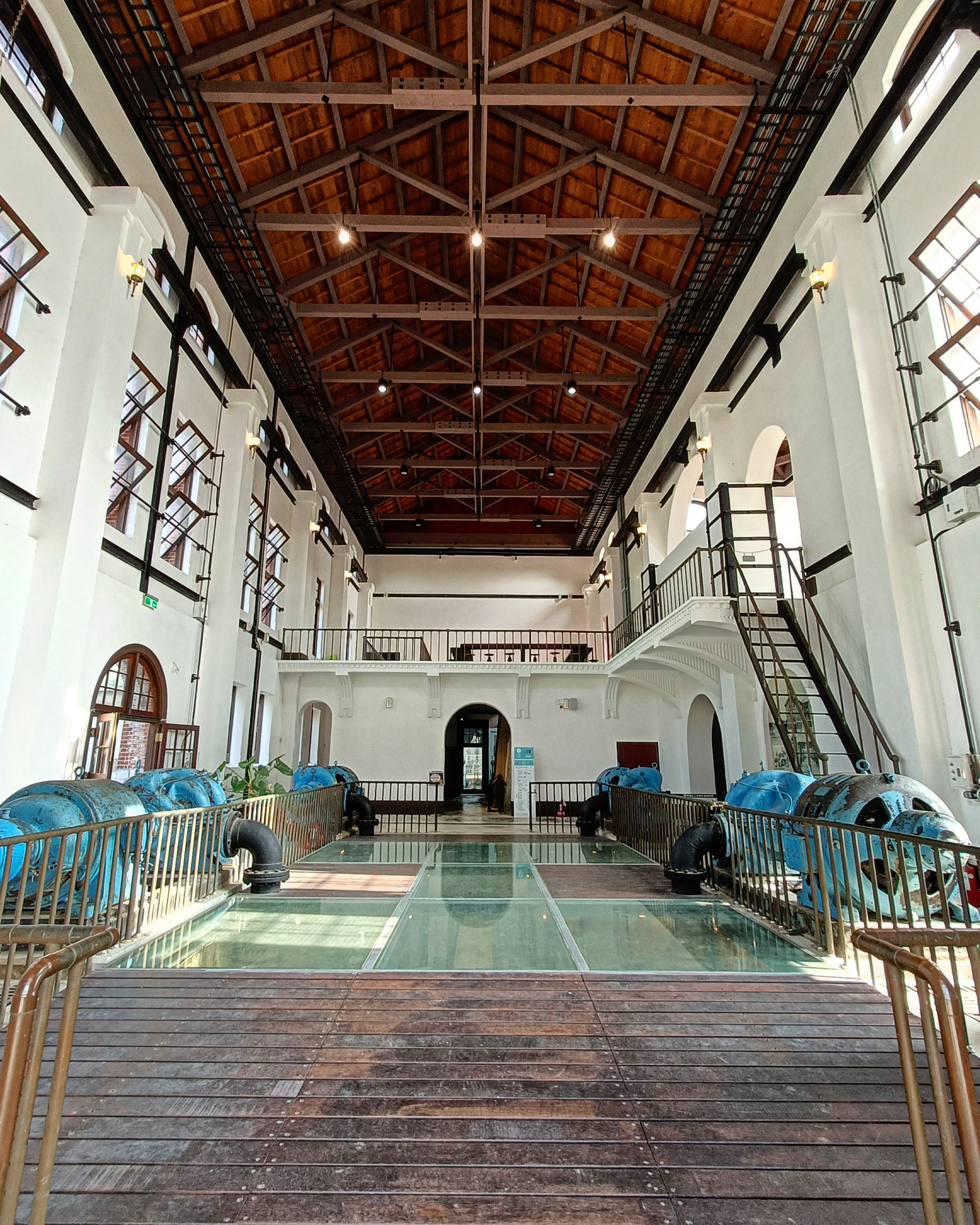
送出唧筒室內部，旁側青色物體為唧筒機。
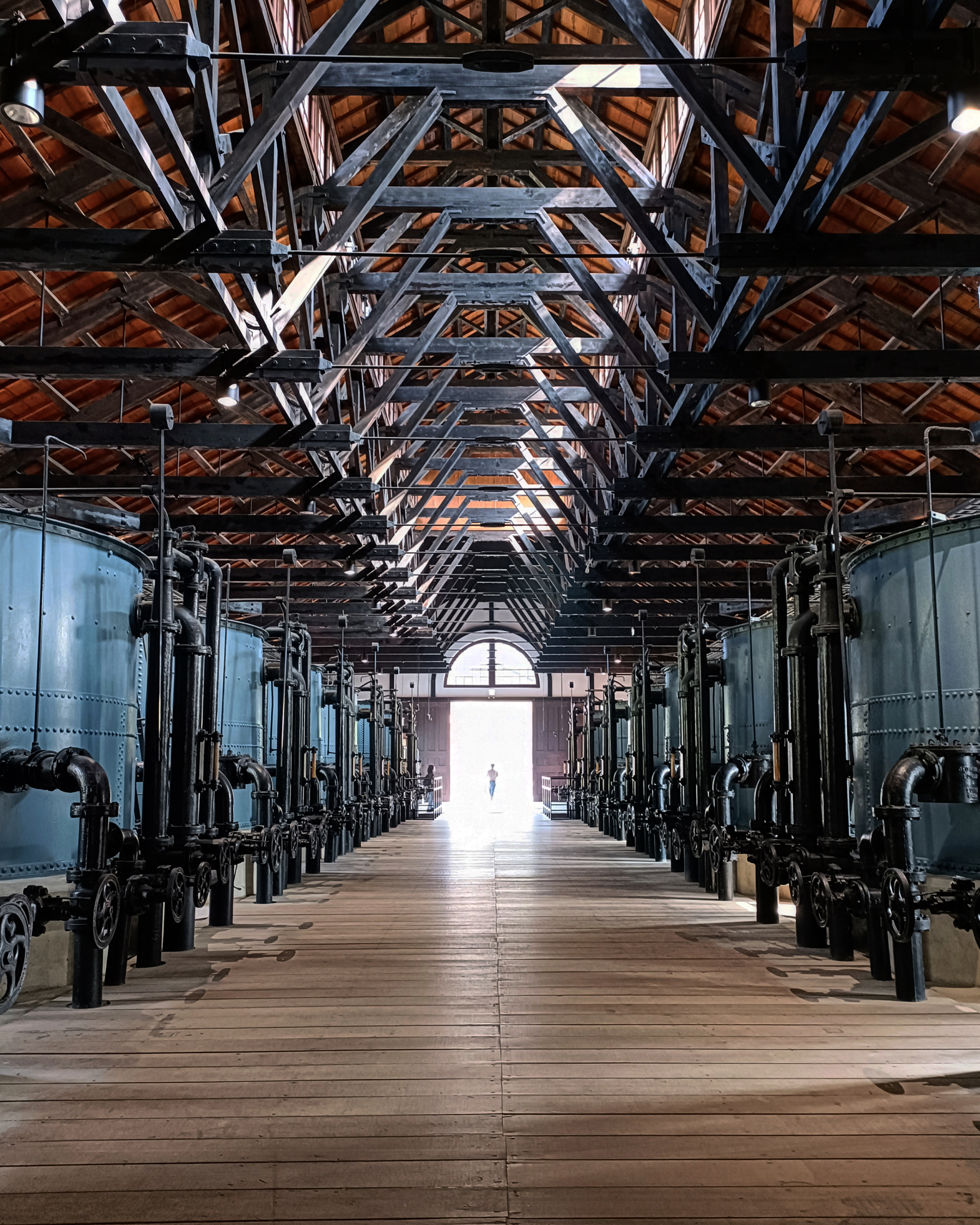
快濾筒室內部，走廊旁為過去由英國進口的大型快濾桶。
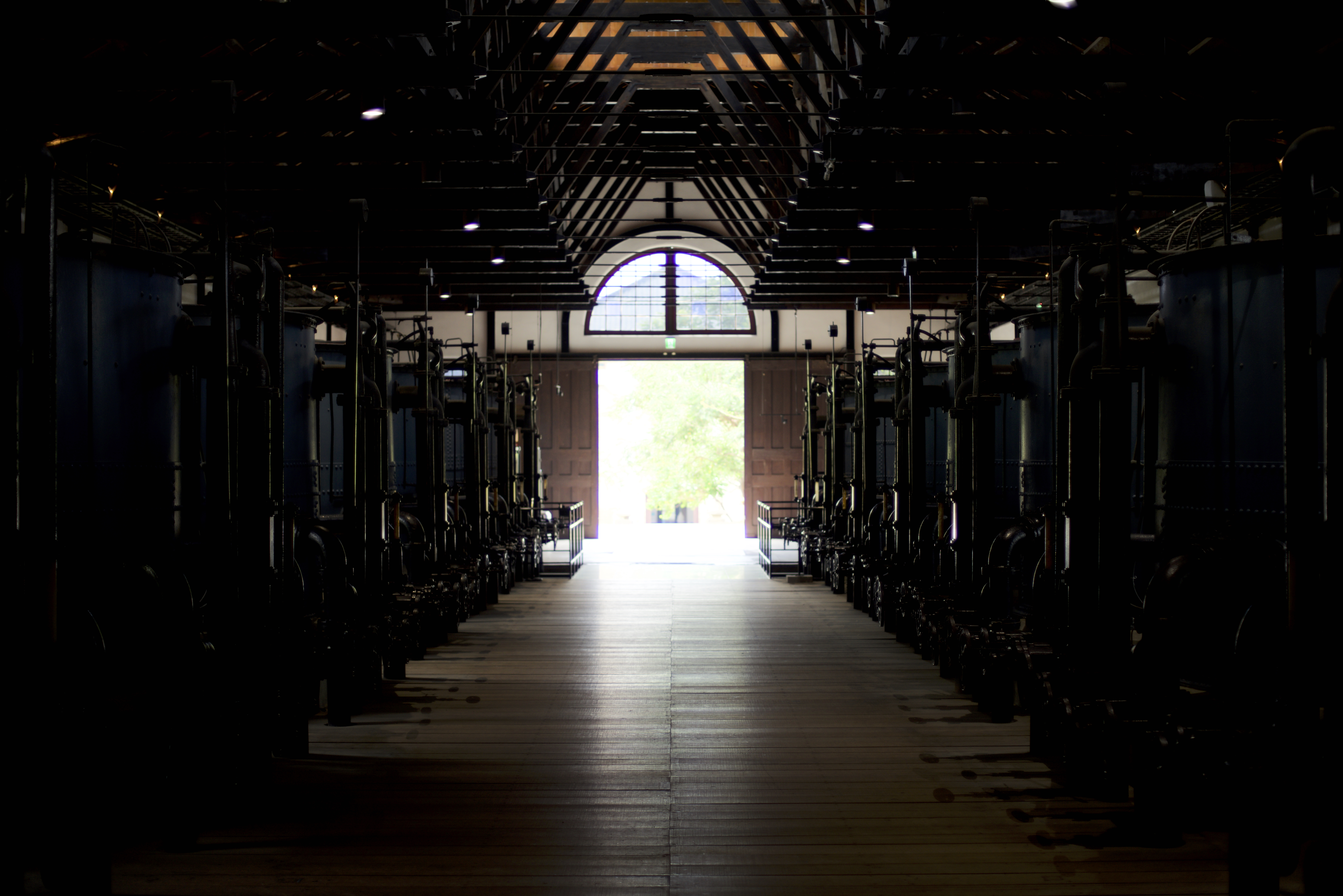
快濾筒室內部
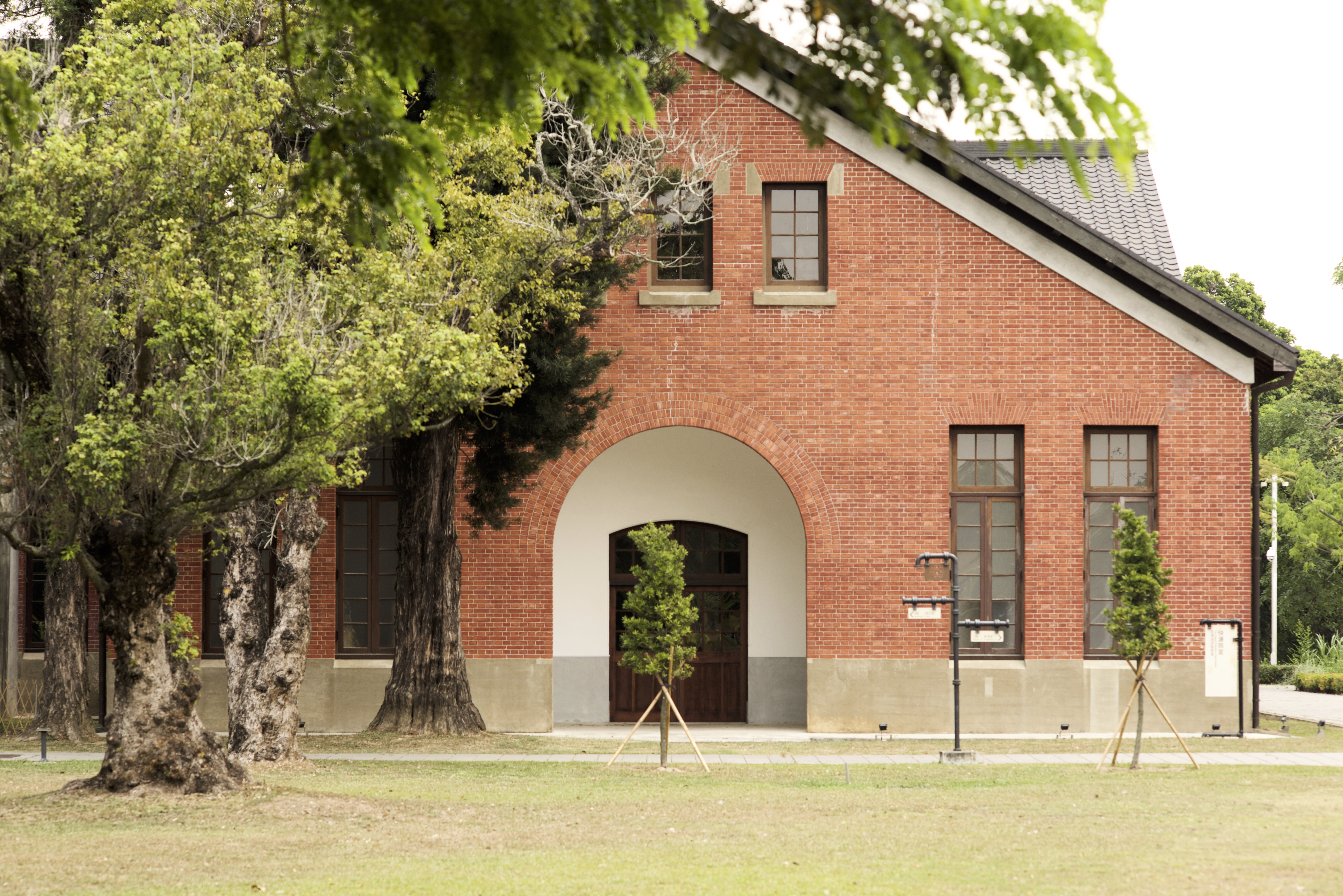
快濾筒室外觀，也是水道辦公室的所在區域。
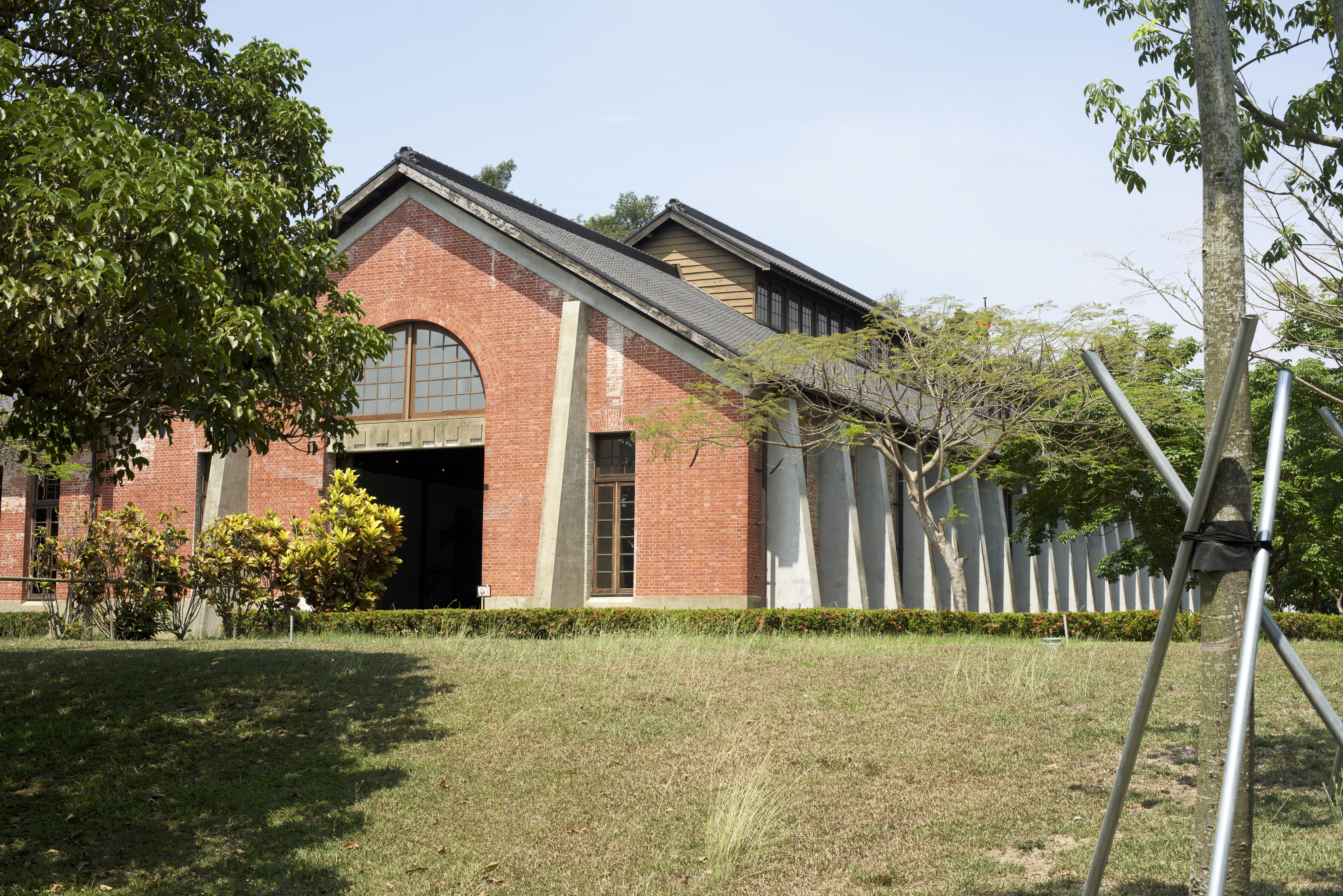
快濾筒室外觀

#### 送出唧筒室
送出唧筒室於1922年（大正11年）啟用，是水道系統規模最龐大的建築體，其結構主要是藉由內側磚牆與外側鋼筋混凝土柱樑框架所構成，在柱樑框架節點上擴大斷面，以增加整體剛度和提升結構強度，木桁架為正同柱式桁架，抗拉之吊鞍構件則是以鋼棒取代常見的木料，並設有維修用天車的軌道，目前以博物館區C館名義開放參觀。
此棟建築物除了最主要的唧筒室，送水及放電系統功能之外，還設有設備維修室、凝氣室、氣罐室、火力發電室及變壓器室等，並設有鍋爐與備用發電系統，其中設置在一樓，於1915年製造的四組唧筒機，由濾過器室快濾後的清水，會先匯集到北面的唧筒井進行水量調節，之後藉由此處的唧筒機，將水輸送至地勢較高的淨水池區。

#### 快濾筒室與水道辦公室
快濾筒室同建造於日治大正年間，是具有承重牆結構系統的廣間型磚造建築，L字型建築，面積約1,310平方公尺，外側設有扶壁柱增加抗震力，主要分為三個區域，包括濾過器室、化學加藥室，以及作為辦公用處的辦公室、試驗室、暗房、消毒室、地下室等實驗室空間，目前以博物館區B館名義開放參觀。

#### 快濾池室

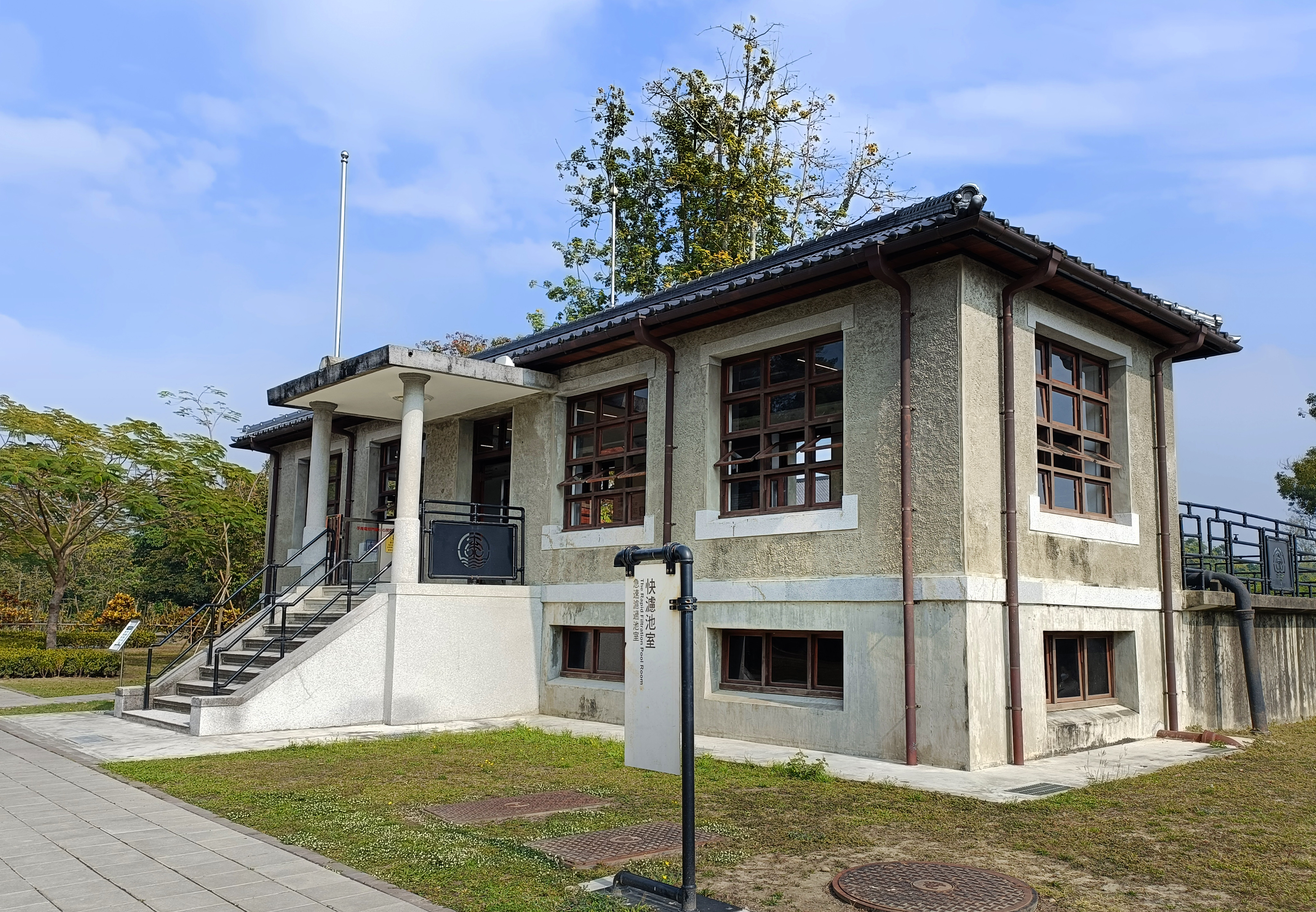
快濾池室
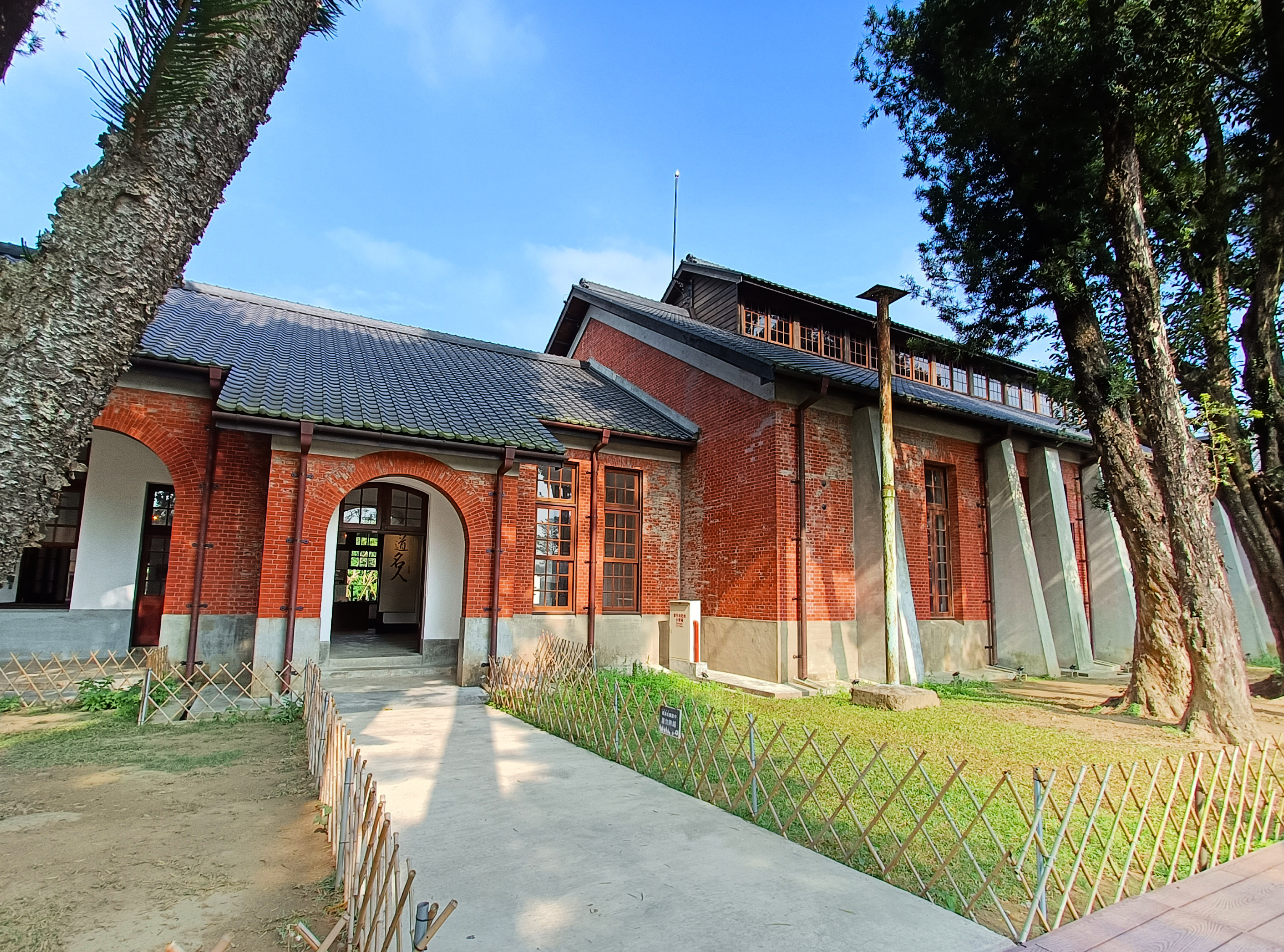
辦公室入口
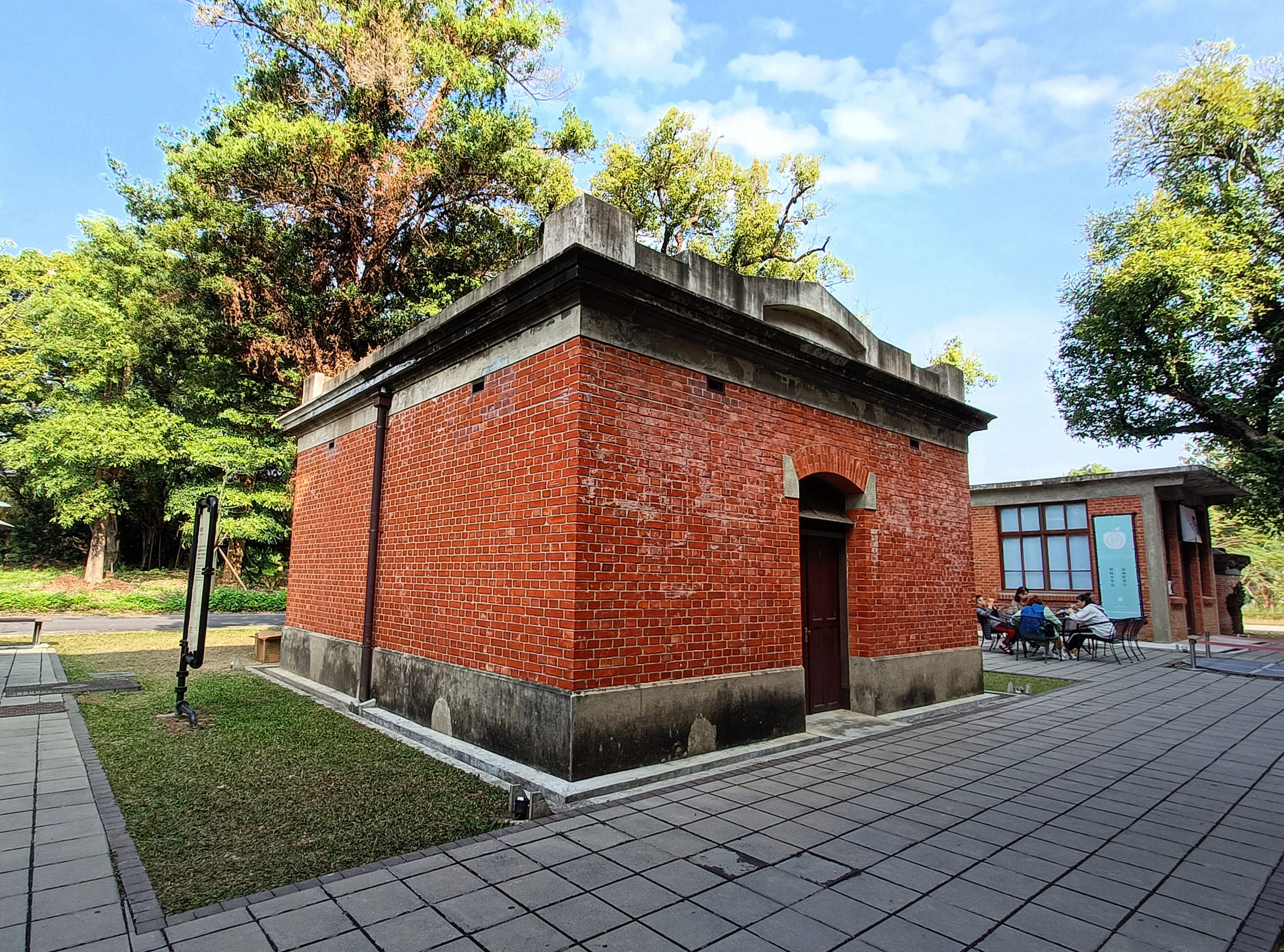
快濾筒井室，此建築約為1916年（大正5年）完工。
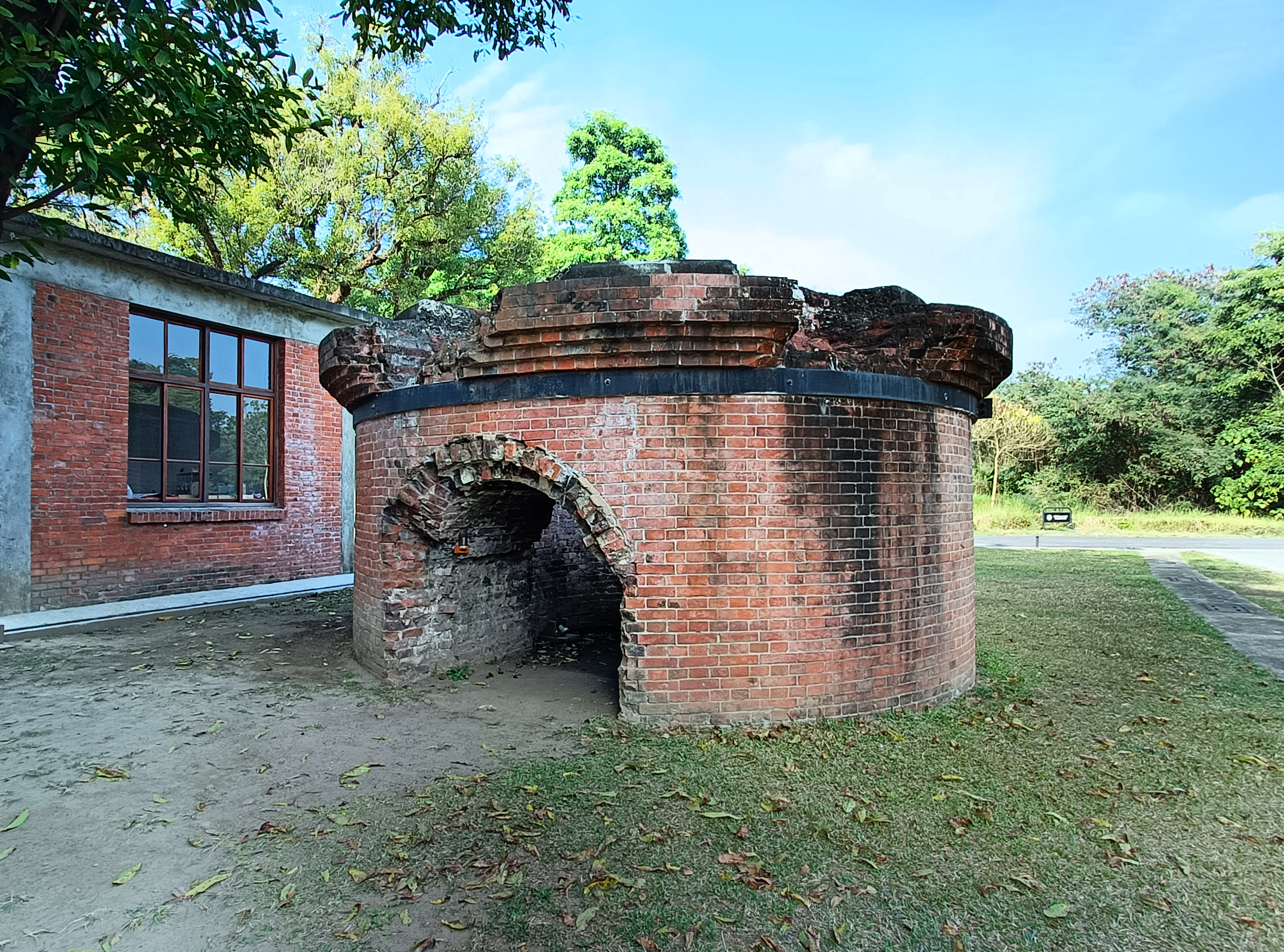
煙囪基座，過去為排放廢氣而興建36.3公尺的煙囪，約為1918年（大正7年）完工。後在1982年停止運作因失修拆除。

快濾池室為臺灣自來水公司於1952年（民國41年）擴建之建築物，為地下一層、地面一層之加強磚造建築，屋架為典型純木造正同柱式桁架，地下層仍保留快濾池管線。此建築當時的功能是使用砂粒、礦石等粒狀濾料，對原水進行過濾以便截留懸浮固體、細菌、微生物等雜質已產生淨水，目前以博物館區A館名義開放參觀。
此外，起初園區電力依賴火力發電機提供，因此並設有一座高達36.3公尺的煙囪排煙，二戰期間為避免遭到盟軍飛機轟炸，工作人員曾在煙囪插上樹枝偽裝，1982年台南水道停止運作後，台灣自來水公司考量安全因素將煙囪拆除，目前僅剩圓形煙囪基座。

### 淨水池區

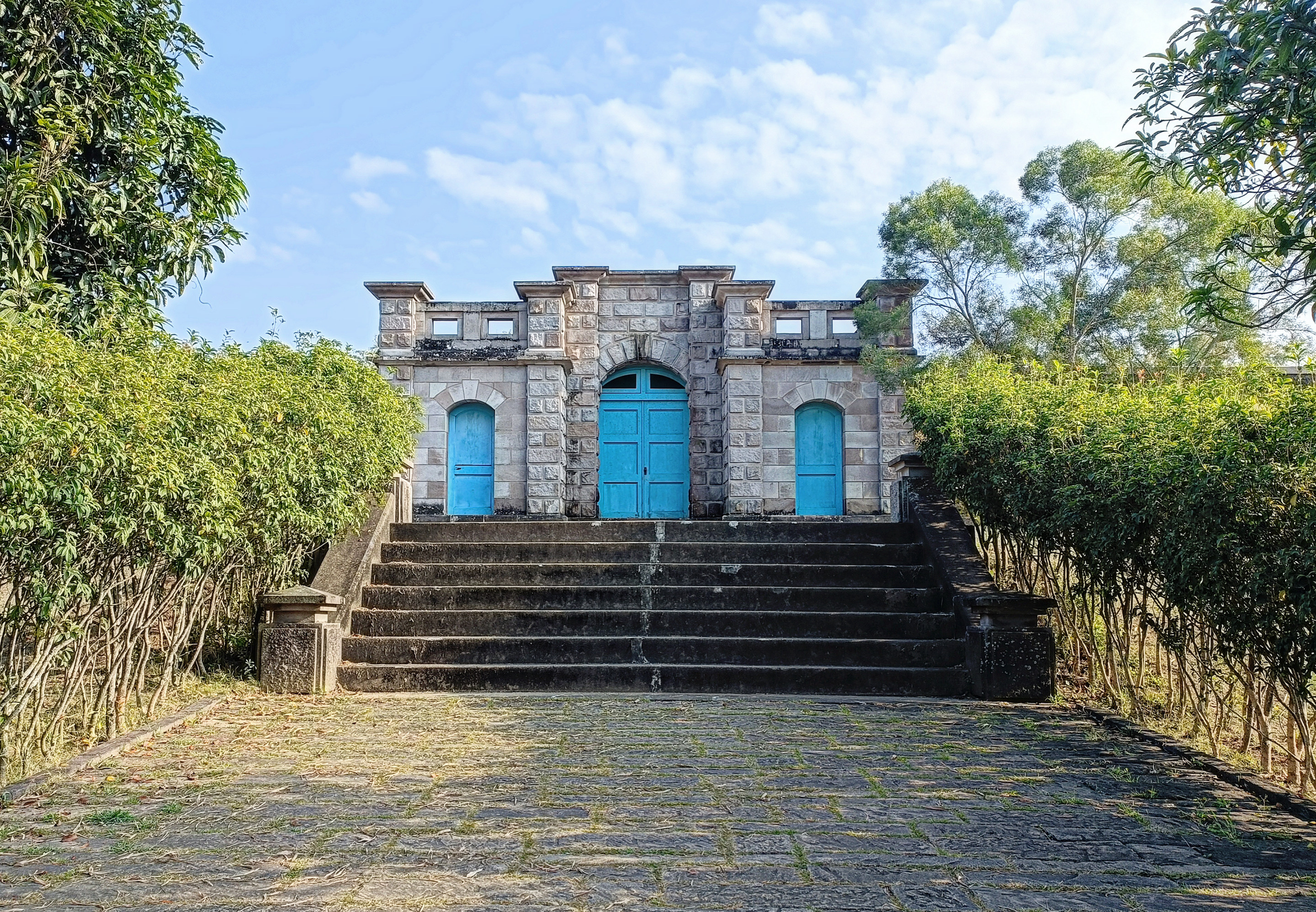
淨水池入口
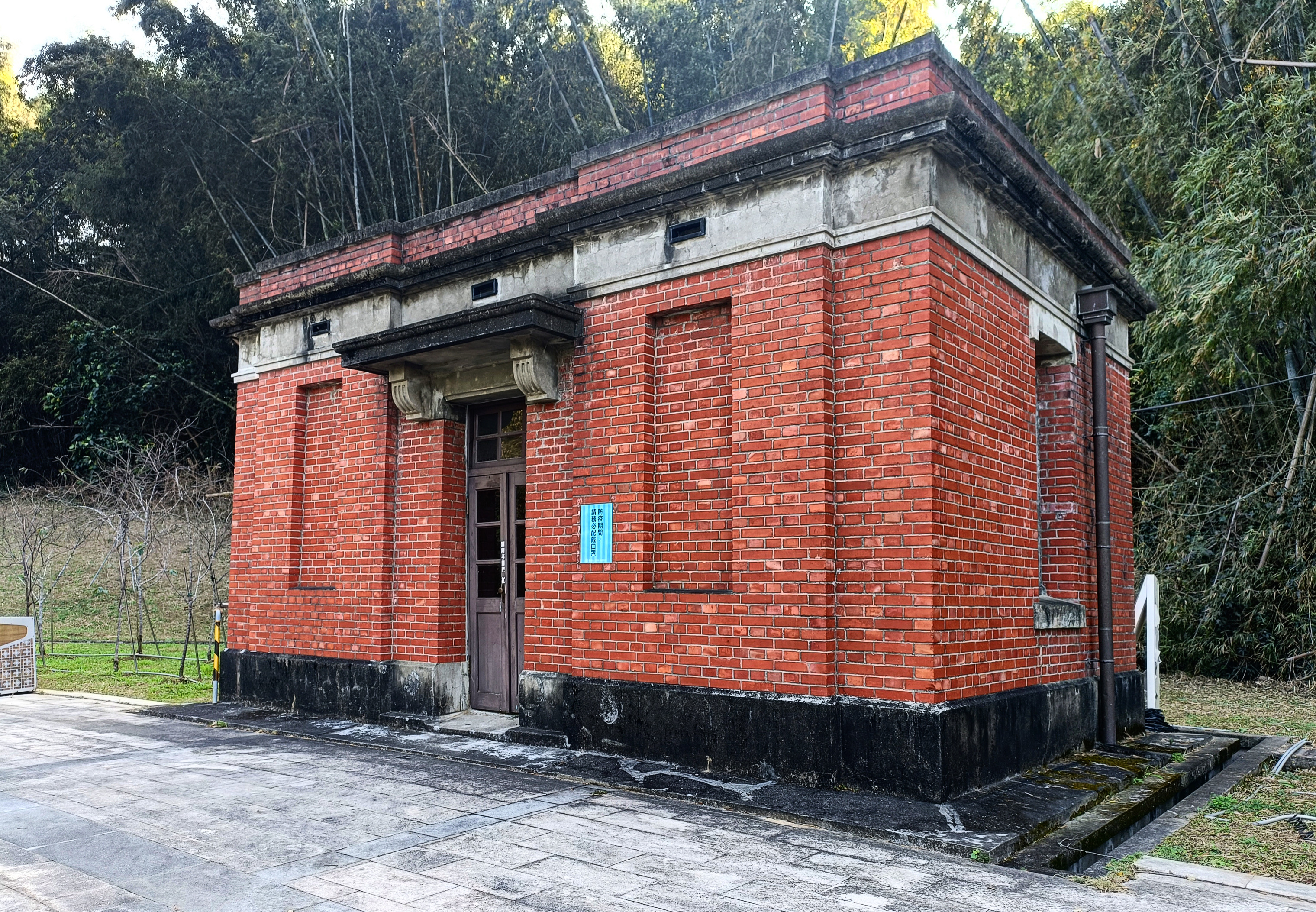
量水器室，為1922年（大正11年）啟用，由紅磚和鋼筋混凝土混合，約24平方公尺的單層建築。現為遊客諮詢中心（遊客中心）。
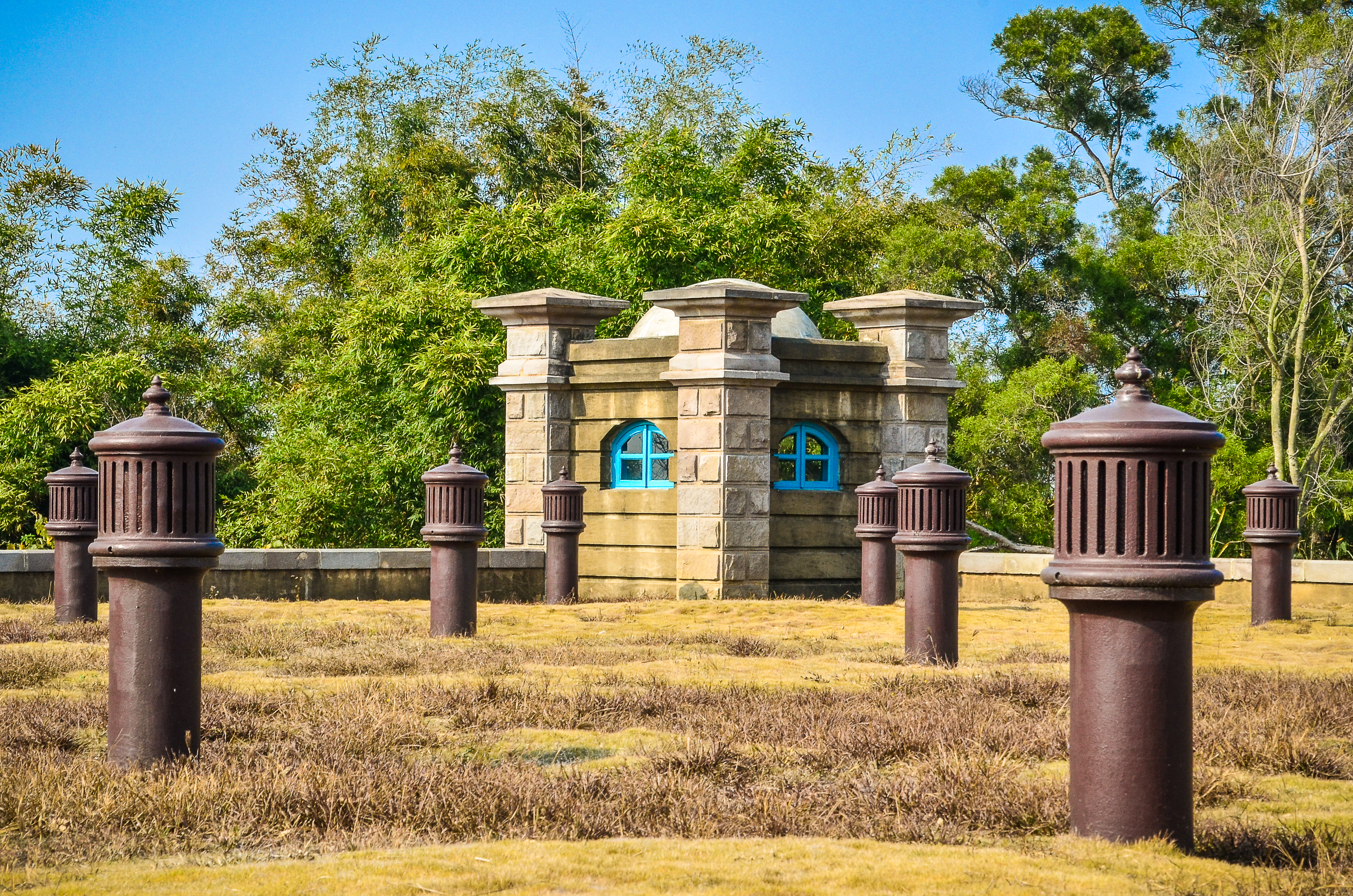
淨水池上方覆土與植披，設有陣列整齊的鑄鐵通氣管柱。
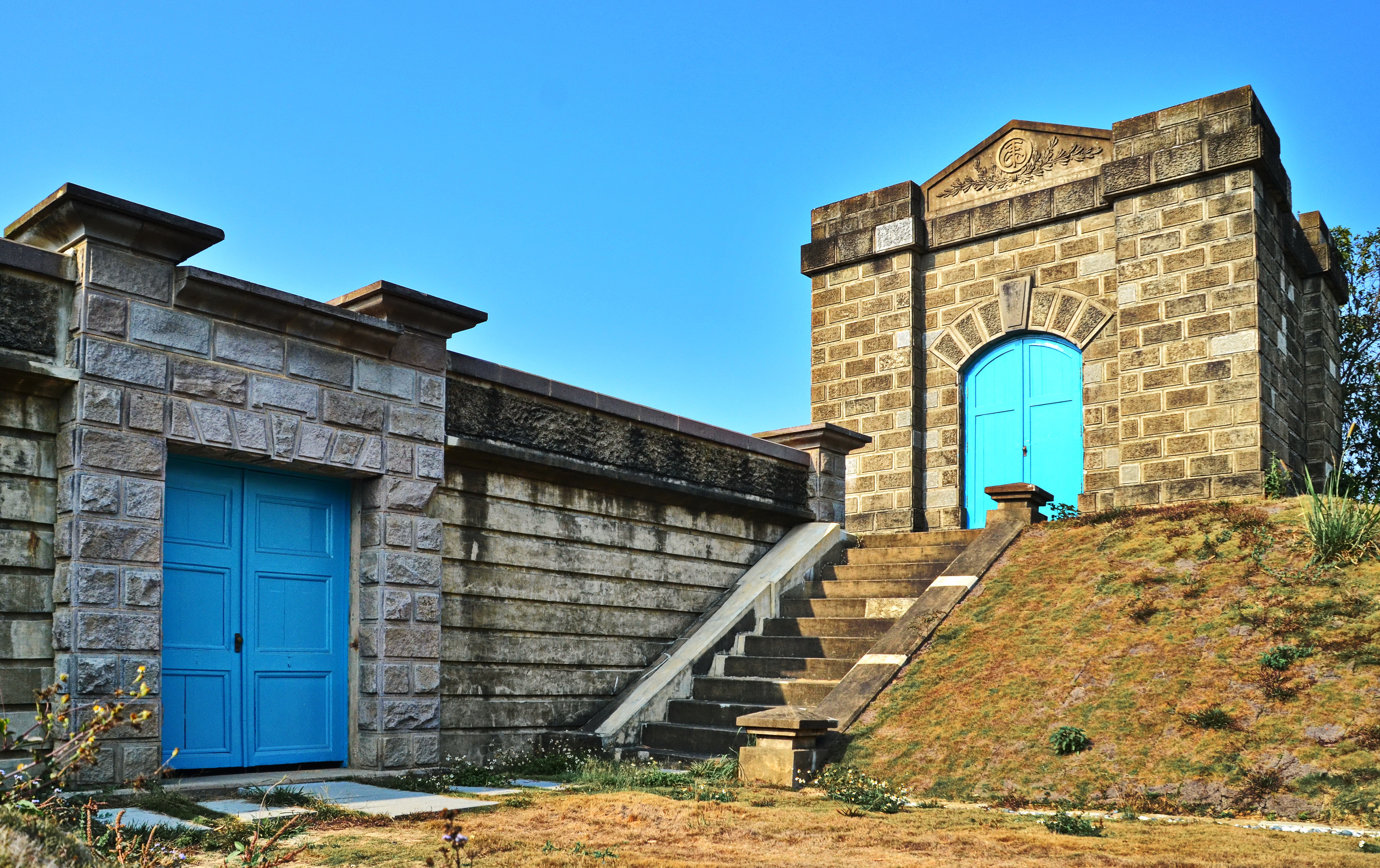
淨水池
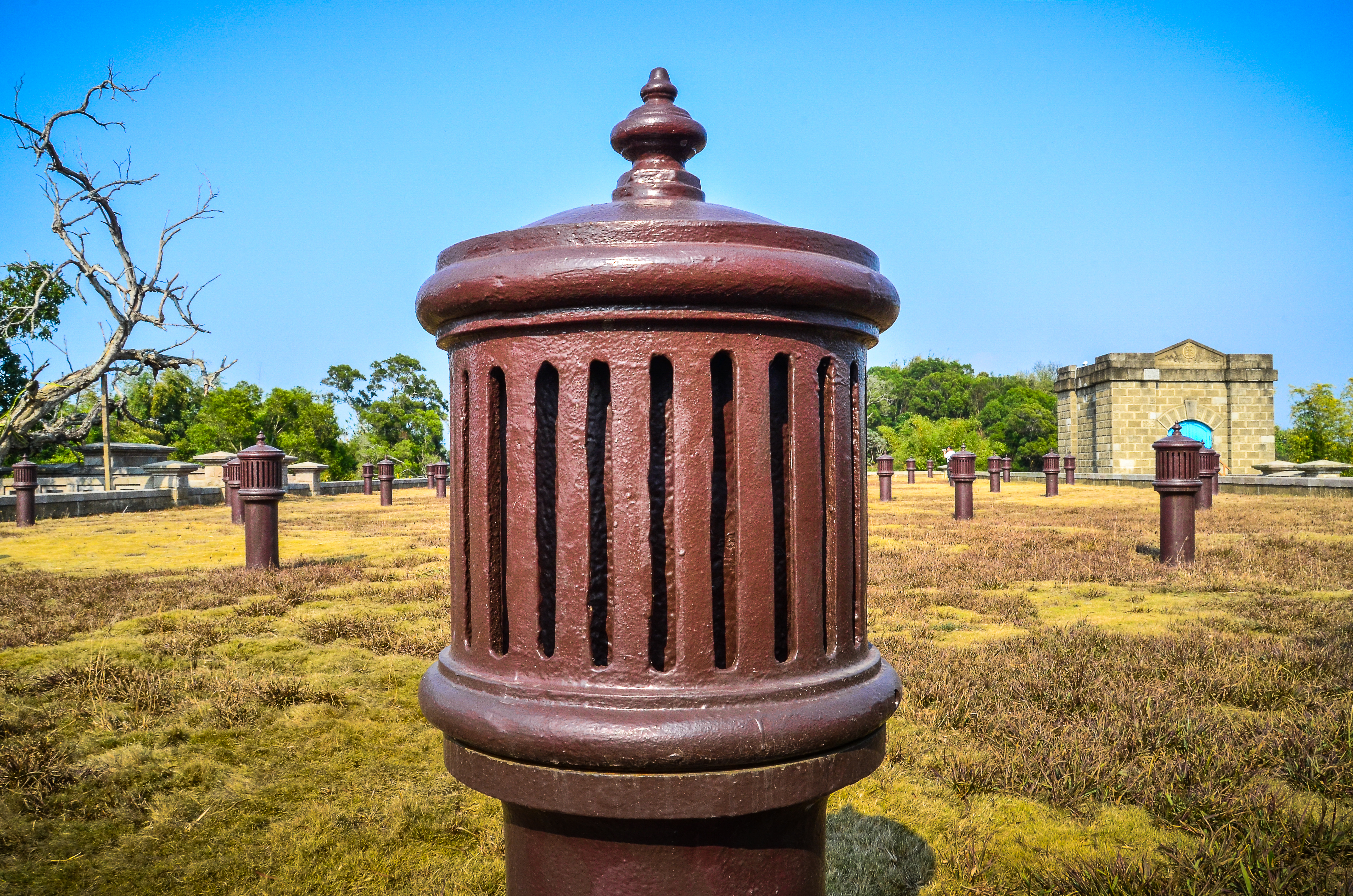
鑄鐵通氣管柱

淨水池兩側各有一座水質檢驗室，頂部覆土與植披設有59座鑄鐵通氣管柱。淨水池室內原設有量水器，量測送水量，現已不存，由於當前淨水池內部為台灣葉鼻蝠棲息地，為維護蝙蝠生態及保存歷史建物，平時並不開放民眾入內參觀。

### 其他

#### 苗圃
臺南水道西南側原設有員工宿舍區，戰後因水道分屬臺南縣、臺南市及自來水廠管理，昔日的員工宿舍區域則規劃成臺南市政府農業局山上苗圃，苗圃總約10公頃。，另過去規畫水道興建工程時，曾在快濾筒室前引進種植36棵羅漢松，至今樹齡皆有百年以上，是台灣最大的平地羅漢松群。

#### 高爾夫球場
臺南高爾夫球俱樂部在1932年（昭和7年）成立，並在水道水源地內設置一座9洞的高爾夫球場。伏見宮博恭王於1933年（昭和8年）7月曾造訪此處，當時為迎接親王蒞臨，水道便準備八棵琉球松做為迎賓禮，讓親王到訪時親手種下，目前僅存留一棵。此高爾夫球場後來被稱作「宮之森高爾夫球場」（宮の森ゴルフリンクス）。

## 外部連結
- 山上區公所:原臺南水道 （页面存档备份，存于）
- 臺南山上花園水道博物館 - 官方網站（页面存档备份，存于）
- 臺南山上花園水道博物館 - 官方Facebook （页面存档备份，存于）
- 臺南山上花園水道博物館 - 官方instagram